# Valentano
Valentano est une commune italienne au nord de la province de Viterbe dans le Latium.

## Toponymie
Valentano se prononce [valentàno]

## Histoire

### Antiquité et Moyen Âge
Le lieu est nommé pour la première fois dans un manuscrit du registre de l'Abbaye de Farfa. À partir de 844, apparaît le nom « Balentanu » dans d'autres documents de l'abbaye de San Salvatore sur le Mont Amiata. Inhabité à l'époque préhistorique, les historiens pensent, grâce à des recherches près des monts Becco, Saliette, le Poggi del Mulino, et le Mont Starnina, avoir identifié le lac Mezzano (italien : Lago di Mezzano) comme étant le lac de Statonie (Lacus Statoniensis) décrit par Sénèque dans ses Naturales Quaestiones et par Pline l'Ancien,,.

## Géographie
Valentano est située sur une colline, assez proche de la mer Tyrrhénienne.

## Monuments
- château de la famille Farnèse.

## Administration
| Période                                  | Période       | Identité                      | Étiquette | Qualité               |
| ---------------------------------------- | ------------- | ----------------------------- | --------- | --------------------- |
| mars 1946                                | août 1946     | Ernesto Catena                |           |                       |
| août 1946                                | mai 1948      | Serafino Andreoli             |           |                       |
| août 1948                                | juin 1951     | Felice Bonasera               |           |                       |
| juin 1951                                | avril 1953    | Angelo Natali                 |           |                       |
| avril 1953                               | mai 1956      | Vincenzo Mario Cruciani       |           |                       |
| juin 1956                                | novembre 1960 | Felice Cappelletti            |           |                       |
| novembre 1960                            | décembre 1964 | Annibale Pagnanelli           |           |                       |
| décembre 1964                            | juin 1970     | Annibale Pagnanelli           |           |                       |
| juin 1970                                | juin 1975     | Guglielmo Cruciani            |           |                       |
| juin 1975                                | octobre 1977  | Michele Lombardi              |           |                       |
| novembre 1977                            | juin 1978     | Salvatore Santo               |           | Commissaire du Préfet |
| juin 1978                                | juillet 1983  | Raffaele Saraconi             |           |                       |
| juillet 1983                             | juin 1988     | Raffaele Saraconi             |           |                       |
| juin 1988                                | juin 1993     | Raffaele Saraconi             |           |                       |
| juin 1993                                | avril 1997    | Angelo Biagini                |           |                       |
| avril 1997                               | août 2000     | Vincenzo Colantuoni Romagnoli |           |                       |
| août 2000                                | mai 2001      | Nicoletta Ambrosini           |           | Commissaire du Préfet |
| mai 2001                                 | mai 2006      | Raffaela Saraconi             |           |                       |
| mai 2006                                 | En cours      | Raffaela Saraconi             |           |                       |
| Les données manquantes sont à compléter. |               |                               |           |                       |

### Hameaux
Villa Fontane, Felceti

### Communes limitrophes
Capodimonte, Cellere, Farnese, Gradoli, Ischia di Castro, Latera, Piansano, Pitigliano (GR)

### Évolution démographique
Habitants recensés